# Bolgár Felemelkedés
A Bolgár Felemelkedés (bolgárul: Български възход) egy párt Bulgáriában. Alapítója Sztefan Janev, aki 2021 májusa és decembere között ideiglenesen Bulgária miniszterelnöke volt. 
Sokan oroszbarát, Nyugat-ellenes pártként jellemzik őket. Gazdasági szempontból nehéz besorolni a párt elhelyezkedését, noha Janev állítása szerint a párt se nem baloldali, se nem jobboldali.